# Samuel Albrecht
Samuel Reis Albrecht (São Leopoldo, 2 de setembro de 1981), é um velejador profissional e atleta olímpico brasileiro com três participações em Olimpíadas. É medalha de bronze nos Jogos Pan-americanos de Lima de 2019 na classe Nacra 17. É atleta do clube Veleiros do Sul.
Possui habilidades em múltiplas classes da vela, tanto de Monotipos (Classes Olímpicas e Pan Americanas) quanto em veleiros da classe Oceano. Samuca, como é conhecido no mundo da vela, também é gerente e tático do Crioula Sailing Team e atua também como Coordenador Técnico na veleria North Sails Brasil. Ainda, como velejador olímpico, integra o programa PROLIM como Terceiro Sargento da Marinha do Brasil.

## Trajetória esportiva
Ele foi selecionado para competir pela equipe de vela do Brasil nos Jogos Olímpicos de Verão de 2008, ficando em 17º com seu parceiro Fabio Pillar na classe 470. Após perder a vaga olímpica em 2012, Albrecht decidiu mudar o foco e fez parceria com a medalhista de bronze olímpica Isabel Swan na nova classe de catamarã Nacra 17 por uma chance para competir no Rio de Janeiro. Em aril de 2015, ele estava ranqueado na 44ª posição no ranking da Classe Nacra 17 da International Sailing Federation.
Albrecht competiu como membro da tripulação na classe 470 masculino nos Jogos Olímpicos de Verão de 2008 em Pequim. No caminho para os jogos, Albrecht e o marinheiro Fabio Pillar conseguiram completar em 29º o Campeonato Mundial de 470 Melbourne, Austrália, conquistando uma das oito vagas disponíveis. Durante a série de onze regatas, a dupla brasileira conseguiu ficar entre os dez primeiros no início da competição, mas uma manobra perigosa e uma queimada de largada no meio da competição desmoronou suas chances, concluindo a competição em 17º lugar entre 29 barcos, com 139 pontos perdidos.
Falhando na classificação dos Jogos Olímpicos de 2012 na classe 470, Albrecht mudou seu foco imediato para a nova classe de catamarã Nacra 17. Em 2015, Albrecht e sua parceira Isabel Swan mantiveram uma campanha sólida na Copa Brasil para garantir a vaga de representação do país no Rio de Janeiro.
Em 2018, chamou Gabriela Nicolino para ser sua nova parceira, e com o quinto lugar no mundial conquistaram a vaga brasileira para os Jogos Olímpicos de Verão de 2020. Nos Jogos Pan-Americanos de 2019, a dupla conquistou a medalha de bronze na categoria Nacra 17, sua primeira conquista continental. Em 2021, ficou em 10º lugar nas Olimpíadas.